# Rajd Turcji

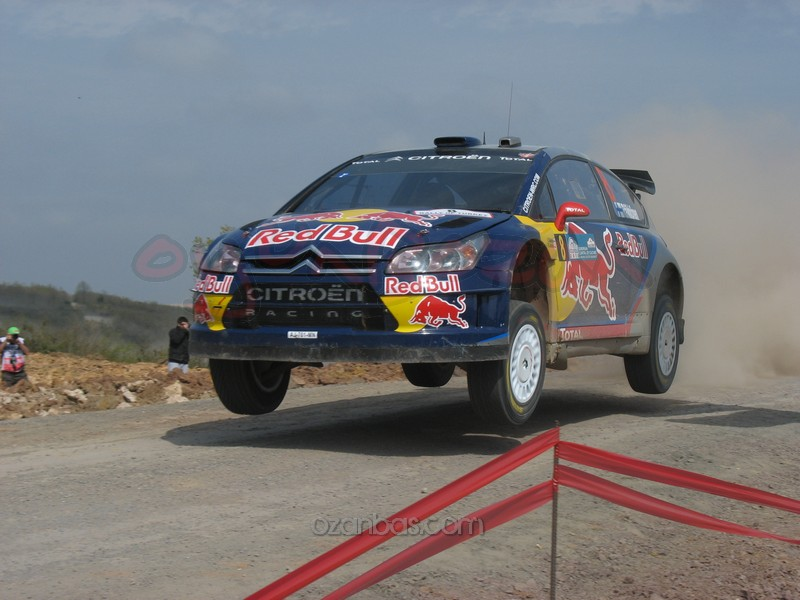
Kimi Räikkönen podczas Rajdu Turcji w roku 2010

Rajd Turcji (oficjalnie Rally of Turkey) – rajd samochodowy organizowany na południowym wybrzeżu Turcji w okolicach miasta Antalya. Zastąpił on Rajd Safari w Rajdowych Mistrzostwach Świata. Odbywa się na suchym, kamienistym szutrze oraz na górskich drogach.
Pierwszy międzynarodowy rajd odbył się w Turcji w 1972 roku. W 1999 roku pojawił się pomysł stworzenia nowego rajdu który mógłby zostać jedną z eliminacji Rajdowych Mistrzostw Świata. W ten sposób zorganizowano w 2000 roku dwudniową imprezę pod nazwą Anatolian Rally z bazą w Izmirze. FIA po obserwacji rajdu wpisała go na oficjalną listę rezerwową.
W 2001 rajd przeniesiono do Antalyi i przyjęto 3-dniowy format stosowany w mistrzostwach świata. W końcu w 2003 roku zadebiutował jako eliminacja Rajdowych Mistrzostw Świata. Był nią do roku 2006, od kiedy to pojawia się w cyklu dwuletnim na szczeblu WRC.

## Zwycięzcy[1]
| Rok  | Nazwa rajdu               | Kierowca        | Pilot              | Samochód             | Kategoria |
| ---- | ------------------------- | --------------- | ------------------ | -------------------- | --------- |
| 2000 | Anatolian Rally 2000      | Volkan Işık     | Yusuf Avimelek     | Subaru Impreza WRC   |           |
| 2001 | 2rd Anatolian Rally       | Serkan Yazici   | Erkan Bodur        | Toyota Corolla WRC   |           |
| 2002 | 3rd Anatolian Rally       | Ercan Kazaz     | Cem Bakançocukları | Subaru Impreza WRX   |           |
| 2003 | 4th Rally of Turkey       | Carlos Sainz    | Marc Martí         | Citroën Xsara WRC    | WRC       |
| 2004 | 5th Rally of Turkey       | Sébastien Loeb  | Daniel Elena       | Citroën Xsara WRC    | WRC       |
| 2005 | 6th Rally of Turkey       | Sébastien Loeb  | Daniel Elena       | Citroën Xsara WRC    | WRC       |
| 2006 | 7th Rally of Turkey       | Marcus Grönholm | Timo Rautiainen    | Ford Focus RS WRC 06 | WRC       |
| 2008 | 9th Rally of Turkey       | Mikko Hirvonen  | Jarmo Lehtinen     | Ford Focus RS WRC 07 | WRC       |
| 2010 | 10th Rally of Turkey      | Sébastien Loeb  | Daniel Elena       | Citroën C4 WRC       | WRC       |
| 2018 | 11. Rally of Turkey       | Ott Tänak       | Martin Järveoja    | Toyota Yaris WRC     | WRC       |
| 2019 | 12. Rally of Turkey       | Sébastien Ogier | Julien Ingrassia   | Citroën C3 WRC       | WRC       |
| 2020 | 13. Rally Turkey Marmaris | Elfyn Evans     | Scott Martin       | Toyota Yaris WRC     | WRC       |

- WRC – Rajdowe Samochodowe Mistrzostwa Świata
- ERC – Rajdowe Samochodowe Mistrzostwa Europy
- IRC – Intercontinental Rally Challenge